# Cyriak Schwaighofer

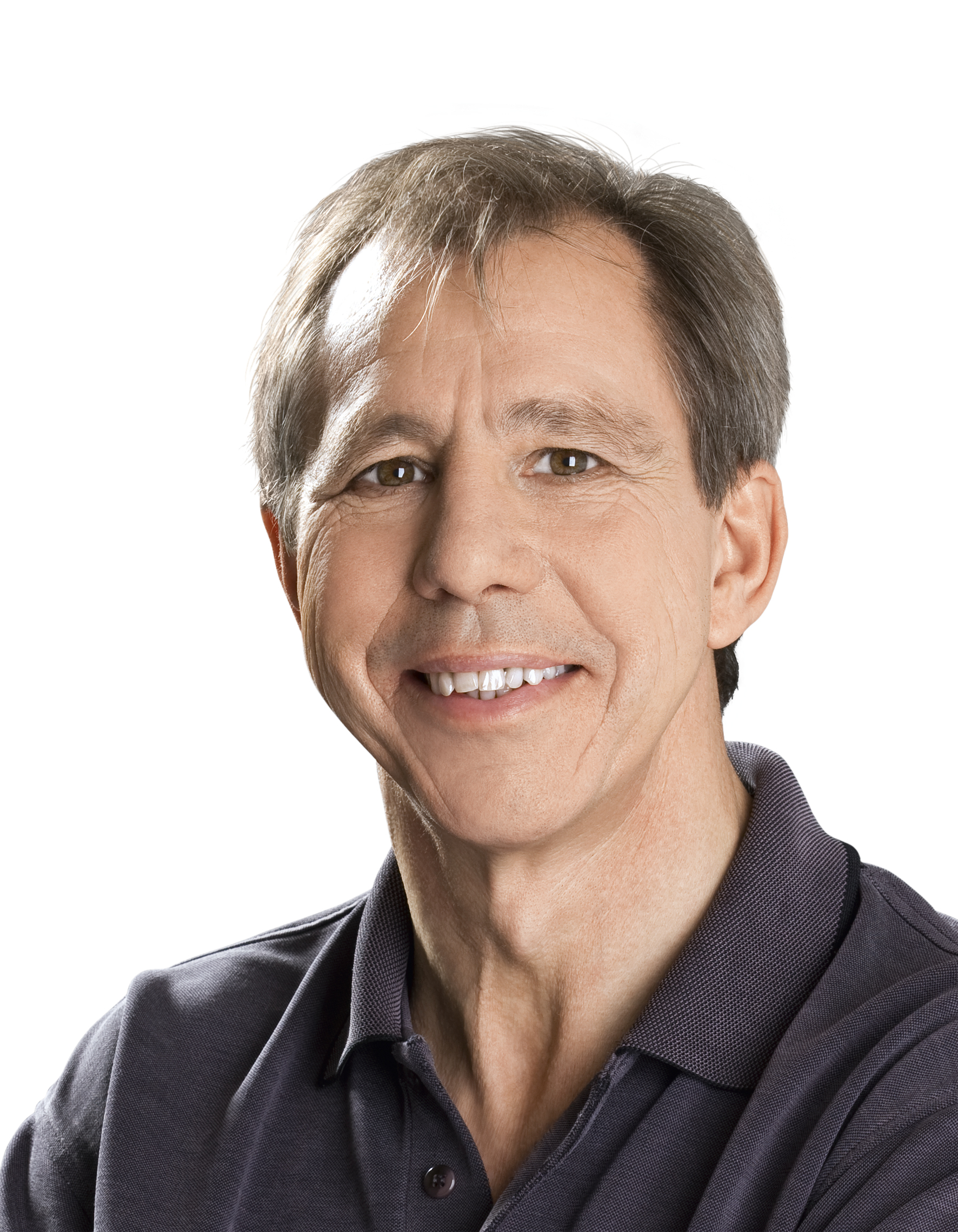
Cyriak Schwaighofer (2008)

Cyriak Schwaighofer (* 7. April 1950 in Werfen) ist ein österreichischer Politiker (Grüne) und Lehrer. Schwaighofer war von 1999 bis 2018 Abgeordneter zum Salzburger Landtag und war fast 13 Jahre Landessprecher der Salzburger Grünen.

## Person
Schwaighofer, seit langem in Goldegg im Pongau wohnhaft, ist verheiratet und Vater von vier Kindern. Nach dem Besuch der Pädagogischen Akademie in Salzburg übte er rund 20 Jahre den Beruf des Lehrers in Volksschulen und Polytechnischen Schulen aus. Zudem besuchte er den „Universitätslehrgang Kulturmanagement“ an der Universität Linz. Schwaighofer ist seit 1982 Obmann des Kulturvereins Schloss Goldegg und Geschäftsführer des Kultur- und Seminarzentrums „Schloss Goldegg“. Als Obmann des Tourismusverbandes seiner Gemeinde adaptierte Schwaighofer zwischen 1994 und 1999 das Konzept eines Nachhaltigen Tourismus für Goldegg.

## Politik
Schwaighofer begann seine politische Karriere als Mitglied der Österreichischen Volkspartei, die er zwischen 1984 und 1989 in der Gemeindevertretung von Goldegg vertrat. Als Listenführer der BIG (Bürger-Initiative Goldegg) zog er 1994 erneut in die Gemeindevertretung ein und übernahm bis 1999 die Funktion des Vizebürgermeisters von Goldegg.
Knapp vor der Landtagswahl in Salzburg 1999, nach dem Rücktritt seines Vorgängers Christian Burtscher, wurde er Listenführer der Salzburger Grünen, die bei dieser Landtagswahl unter seiner Führung 5,4 % der Stimmen erreichten. Auf Grund eines Verlustes von 1,9 % büßten die Grünen ein Mandat ein. Schwaighofer wurde am 27. April 1999 als Landtagsabgeordneter angelobt und übernahm die Rolle des Fraktionssprecher der Grünen. Obwohl es ihm gelang, in der Landtagswahl 2004 den Stimmenanteil seiner Partei von 5,4 auf 8 % zu steigern, blieb er doch mit seiner Fraktionskollegin Heidi Reiter eine Zweipersonenfraktion im 36-köpfigen Salzburger Landtag. Bei der Landtagswahl 2009 trat er erneut als Listenführer der Salzburger Grünen an, wobei die Salzburger Grünen 7,4 % bei einem Minus von 0,6 % wieder 2 Mandate erreichten. Am 1. Oktober 2011 trat er wie geplant von seiner Funktion als Landessprecher der Salzburger Grünen zurück, bleibt jedoch weiterhin politisch aktiv. Zu seiner Nachfolgerin wurde Astrid Rössler gewählt. Nach der Landtagswahl in Salzburg 2018 schied er aus dem Landtag aus.

## Auszeichnungen
- 2018: Großes Ehrenzeichen des Landes Salzburg[2]